# Permeabilidad magnética

Comparación de permeabilidades para: materiales ferromagnéticos (μ_{f}), paramagnéticos (μ_{p}), diamagnéticos (μ_{d}) y el vacío (μ_{0})

En física se le denomina permeabilidad magnética a la capacidad que tienen los conductores de afectar y ser afectados por los campos magnéticos, así como la capacidad de convertirse en fuentes de estos, es decir, capacidad para crearlos sin la necesidad de corrientes externas.
Esta magnitud está definida por la comunión entre la inducción magnética (también llamada densidad de flujo magnético) y la excitación magnética que estén incidiendo en el interior del material, y es representada por el símbolo a:
{\displaystyle \mu ={\frac {B}{H}}}
Si la razón del comportamiento entre estos dentro del material es constante, significa que la permeabilidad del material también lo es. En tal caso se dice que el material es lineal. También, si la cantidad μ es igual en todos los puntos del material, significa que es un material homogéneo, y si μ no varía en ninguna dirección partiendo de un punto arbitrario del material, significa que este es isotrópico.
El vacío, por ejemplo, es un material lineal, homogéneo e isotrópico y su permeabilidad magnética está dada por
{\textstyle \mu _{0}=4\pi \times 10^{-7}~\mathrm {T\cdot m\cdot A^{-1}} }.
En unidades SI, la permeabilidad se mide en henrios por metro (H/m), o equivalentemente en newtons por amperio al cuadrado (N/A2). La constante de permeabilidad μ0, también conocida como constante magnética o permeabilidad del espacio libre, es la proporcionalidad entre la inducción magnética y la fuerza magnetizante cuando se forma un campo magnético en un vacío clásico.
Una propiedad de los materiales estrechamente relacionada es la susceptibilidad magnética, que es un factor de proporcionalidad adimensional que indica el grado de magnetización de un material en respuesta a un campo magnético aplicado.

## Explicación
En las formulación macroscópica del electromagnetismo, aparecen dos tipos diferentes de campo magnético:
- el campo magnetizante H que se genera alrededor de corrientes eléctricas y corrientes de desplazamientos, y también emana de los polos de los imanes. Las unidades SI de H son amperios/metro.
- la densidad de flujo magnético B que actúa de nuevo sobre el dominio eléctrico, por curvando el movimiento de las cargas y provocando la inducción electromagnética. Las unidades SI de B son voltio-segundo/metro cuadrado (teslas).

El concepto de permeabilidad surge ya que en muchos materiales (y en el vacío), existe una relación simple entre H y B en cualquier lugar o tiempo, en el sentido de que los dos campos son precisamente proporcionales entre sí:
{\displaystyle \mathbf {B} =\mu \mathbf {H} },
donde el factor de proporcionalidad μ es la permeabilidad, que depende del material. La permeabilidad del vacío (también conocida como permeabilidad del espacio libre) es una constante física, denotada μ 0. Las unidades SI de μ son voltio-segundo/amperio-metro, equivalentemente henry/metro. Normalmente μ sería un escalar, pero para un material anisótropo, μ podría ser un tensor de segundo rango.
Sin embargo, en los materiales magnéticos fuertes (como el hierro o los imanes permanentes), no suele haber una relación sencilla entre H y B. El concepto de permeabilidad carece entonces de sentido o, al menos, sólo es aplicable a casos especiales como los núcleos magnéticos no saturados. Estos materiales no sólo tienen un comportamiento magnético no lineal, sino que a menudo existe una histéresis magnética significativa, por lo que ni siquiera existe una relación funcional de un solo valor entre B y H. Sin embargo, considerando que se parte de un valor dado de B y H y se cambian ligeramente los campos, todavía es posible definir una permeabilidad incremental como:
{\displaystyle \Delta \mathbf {B} =\mu \Delta \mathbf {H} }.
suponiendo que B y H son paralelas.
En las formulación microscópica del electromagnetismo, donde no existe el concepto de campo H, la permeabilidad al vacío μ0 aparece directamente (en las ecuaciones de Maxwell del SI) como un factor que relaciona las corrientes eléctricas totales y los campos eléctricos variables en el tiempo con el campo B que generan. Para representar la respuesta magnética de un material lineal con permeabilidad μ, aparece en cambio como una magnetización M que surge en respuesta al campo B: {\displaystyle \mathbf {M} =\left(\mu _{0}^{-1}-\mu ^{-1}\right)\mathbf {B} }. La magnetización a su vez es una contribución a la corriente eléctrica total, la corriente de magnetización.

## Permeabilidad relativa y susceptibilidad magnética
La permeabilidad relativa, denotada por el símbolo {\displaystyle \mu _{\mathrm {r} }}, es la relación entre la permeabilidad de un medio específico y la permeabilidad del espacio libre μ0:
{\displaystyle \mu _{\mathrm {r} }={\frac {\mu }{\mu _{0}}},}
donde {\displaystyle \mu _{0}\approx } 4π × 10−7 H/m es la permeabilidad magnética del vacío. En términos de permeabilidad relativa, la susceptibilidad magnética es
{\displaystyle \chi _{m}=\mu _{r}-1.}
El número χm es una cantidad adimensional, a veces llamada susceptibilidad volumétrica o a granel, para distinguirla de χp (masa magnética o susceptibilidad específica) y χM (susceptibilidad molar o masa molar).

## Diamagnetismo
El diamagnetismo es la propiedad de un objeto que hace que cree un campo magnético en oposición a un campo magnético aplicado externamente, provocando así un efecto repulsivo. En concreto, un campo magnético externo altera la velocidad orbital de los electrones alrededor de los núcleos de sus átomos, cambiando así el momento dipolar magnético en la dirección opuesta al campo externo. Los diamantes son materiales con una permeabilidad magnética inferior a μ0 (una permeabilidad relativa inferior a 1).
En consecuencia, el diamagnetismo es una forma de magnetismo que una sustancia presenta sólo en presencia de un campo magnético aplicado externamente. En general, se trata de un efecto bastante débil en la mayoría de los materiales, aunque los superconductores presentan un efecto fuerte.

## Paramagnetismo
El paramagnetismo es una forma de magnetismo que sólo se produce en presencia de un campo magnético aplicado externamente. Los materiales paramagnéticos son atraídos por los campos magnéticos, por lo que tienen una permeabilidad magnética relativa mayor que uno (o, equivalentemente, una susceptibilidad magnética positiva).
El momento magnético inducido por el campo aplicado es lineal en la intensidad del campo, y es más bien débil. Normalmente se requiere una balanza analítica sensible para detectar el efecto. A diferencia del ferromagnetos, los paramagnetos no retienen ninguna magnetización en ausencia de un campo magnético aplicado externamente, porque el movimiento térmico hace que los espines se orienten aleatoriamente sin él. Así, la magnetización total caerá a cero cuando se elimine el campo aplicado. Incluso en presencia del campo, sólo hay una pequeña magnetización inducida porque sólo una pequeña fracción de los espines se orientará por el campo. Esta fracción es proporcional a la intensidad de campo y esto explica la dependencia lineal. La atracción que experimentan los ferromagnetos es no lineal y mucho más fuerte, por lo que se observa fácilmente, por ejemplo, en los imanes del frigorífico.

## Giromagnetismo
Para medios giromagnéticos (véase rotación de Faraday) la respuesta de la permeabilidad magnética a un campo electromagnético alterno en el dominio de la frecuencia de microondas se trata como un tensor no diagonal expresado por:
{\displaystyle {\begin{aligned}\mathbf {B} (\omega )&={\begin{vmatrix}\mu _{1}&-i\mu _{2}&0\\i\mu _{2}&\mu _{1}&0\\0&0&\mu _{z}\end{vmatrix}}\mathbf {H} (\omega )\end{aligned}}}

## Permeabilidad magnética del vacío
La permeabilidad del vacío, conocida también como constante magnética, se representa mediante el símbolo μ0 y en unidades del SI se define como:
{\textstyle \mu _{0}=4\pi \times 10^{-7}~\mathrm {T\cdot m\cdot A^{-1}} }.
La permitividad eléctrica (que aparece en la ley de Coulomb) y la constante magnética del vacío están relacionadas por la fórmula:
{\displaystyle \varepsilon _{0}\mu _{0}={\frac {1}{{c_{0}}^{2}}}}
donde {\displaystyle c_{0}} representa la velocidad de propagación de las ondas electromagnéticas en el vacío, comúnmente denominada velocidad de la luz en el espacio vacío.

## Permeabilidad relativa, comparación entre materiales
Para comparar entre sí los materiales, se entiende la permeabilidad magnética absoluta ({\displaystyle \mu }) como el producto entre la permeabilidad magnética relativa ({\displaystyle \mu _{r}}) y la permeabilidad magnética de vacío ({\displaystyle \mu _{0}}):
{\displaystyle \mu =\mu _{r}\mu _{0}}.
Los materiales se pueden clasificar según su permeabilidad magnética relativa en:
- ferromagnéticos, cuyo valor de permeabilidad magnética relativa es muy superior a 1.
- paramagnéticos o no magnéticos, cuya permeabilidad relativa es aproximadamente 1 (se comportan como el vacío).
- diamagnéticos, de permeabilidad magnética relativa inferior a 1.

Los materiales ferromagnéticos atraen el campo magnético hacia su interior. Son altamente permeables, es decir, pueden ser inducidos magnéticamente sin realizar mucho trabajo magnético sobre ellos, utilizando, por ejemplo, electroimanes. Cuando dejan de ser inducidos por un campo magnético externo de gran intensidad, se convierten en fuentes de campo magnético. Esto es debido a la alineación de los dominios magnéticos en la misma dirección por un tiempo prolongado. Es por esta razón que se utilizan materiales ferromagnéticos para crear imanes permanentes, siguen siendo inducidos magnéticamente ante la ausencia de un campo magnético externo. A la propiedad de que los dominios magnéticos puedan ser alterados con facilidad recibe el nombre de ferromagnetismo. De aquí que estos materiales sean no lineales: ante la ausencia de un H incidente sigue existiendo un B remanente dentro de ellos. Y pueden ser inhomogéneos por un μ que varíe punto a punto: no necesariamente todas las zonas del material son suceptibles a magnetizarse en la misma proporción. Ejemplos de estos materiales son todos aquellos cuyo comportamiento magnético se asemeje al del hierro, como el cobalto y el níquel
Los materiales paramagnéticos son la mayoría de los que encontramos en la naturaleza. No presentan ferromagnetismo, y su reacción frente a los campos magnéticos es muy poco apreciable.
Los materiales diamagnéticos repelen el campo magnético, haciendo que este pase por el exterior del material. En general, esta acción diamagnética es muy débil, y no es comparable al efecto que produce el campo magnético sobre los materiales ferromagnéticos. Un ejemplo de material diamagnético es el cobre.
Otro efecto de los campos magnéticos sobre los materiales es el antiferromagnetismo, que resulta en una polarización nula del material, pero produce una ordenación interna de este.

## Tabla de propiedades magnéticas de materiales
| Material                                | Presentación      | Composición aproximada (%) | Composición aproximada (%) | Composición aproximada (%) | Composición aproximada (%) | Composición aproximada (%) | Permeabilidad inicial (B=20, gauss) | Permeabilidad máxima | Densidad de saturación de flujo (B, gauss) |
| Material                                | Presentación      | Fe                         | Ni                         | Co                         | Mo                         | Otros                      | Permeabilidad inicial (B=20, gauss) | Permeabilidad máxima | Densidad de saturación de flujo (B, gauss) |
| Acero laminado en frío                  | Lámina            | 98.5                       | ---                        | ---                        | ---                        | ---                        | 180                                 | 2000                 | 21 000                                     |
| Hierro                                  | Lámina            | 99.91                      | ---                        | ---                        | ---                        | ---                        | 200                                 | 5000                 | 21 500                                     |
| Hierro purificado                       | Lámina            | 99.95                      | ---                        | ---                        | ---                        | ---                        | 5000                                | 18000                | 21 500                                     |
| Hierro al 4 % silicio - grano orientado | Lámina            | 96 97                      | ---                        | ---                        | ---                        | 4 Si 3 Si                  | 500 1500                            | 7000 30 000          | 19 700 20 000                              |
| 45 Permalloy                            | Lámina            | 54.6                       | 45                         | ---                        | ---                        | ---                        | 2500                                | 25 000               | 16 000                                     |
| Permalloy 45                            | Lámina            | 54.7                       | 45                         | ---                        | ---                        | ---                        | 4000                                | 50 000               | 16 000                                     |
| Hipernik                                | Lámina            | 50                         | 50                         | ---                        | ---                        | ---                        | 4500                                | 70 000               | 16 000                                     |
| Monimax                                 | Lámina            | ---                        | ---                        | ---                        | ---                        | ---                        | 2000                                | 35 000               | 15 000                                     |
| Sinimax                                 | Lámina            | ---                        | ---                        | ---                        | ---                        | ---                        | 3000                                | 34 000               | 11 000                                     |
| Permalloy 78                            | Lámina            | 21.2                       | 78.5                       | ---                        | ---                        | 0.3 Mn                     | 8000                                | 100 000              | 10 700                                     |
| Permalloy 4-79                          | Lámina            | 16.7                       | 79                         | ---                        | 4                          | 0.3 Mn                     | 20 000                              | 100 000              | 8700                                       |
| Mu metal                                | Lámina            | 18                         | 75                         | ---                        | 2                          | 5 Cu                       | 20 000                              | 100 000              | 6500                                       |
| Supermalloy                             | Lámina            | 15.7                       | 79                         | ---                        | 4.3                        | ---                        | 100 000                             | 800 000              | 8000                                       |
| Permendur                               | Lámina            | 50.0                       | 50.0                       | ---                        | ---                        | ---                        | 800                                 | 5000                 | 24 500                                     |
| Permendur 2V                            | Lámina            | 49                         | ---                        | ---                        | 49                         | 2 V                        | 800                                 | 4500                 | 24 000                                     |
| Hiperco                                 | Lámina            | 64                         | ---                        | ---                        | ---                        | ---                        | 650                                 | 10 000               | 24 200                                     |
| Permalloy 2-81                          | Polvo aislado     | 17                         | ---                        | ---                        | ---                        | ---                        | 125                                 | 130                  | 8000                                       |
| Hierro Carbonyl                         | Polvo aislado     | 99.9                       | ---                        | ---                        | ---                        | ---                        | 55                                  | 132                  | ---                                        |
| Ferroxcube III                          | Polvo sinterizado | ---                        | ---                        | ---                        | ---                        | ---                        | 1000                                | 1500                 | 2500                                       |